# Václav Jíra (fotbalista)
Václav Jíra (2. srpna 1921, Praha – 9. listopadu 1992) byl český fotbalista, záložník, reprezentant Československa, fotbalový trenér a funkcionář.

## Sportovní kariéra
Hrál za Union Vršovice (1931–1936), Nuselský SK (1936–1940), SK Nusle (1940–1945) a Bohemians (1945–1954). V roce 1940 posílil "druholigové" SK Nusle a dovedl je až do nejvyšší fotbalové soutěže. Byl urostlým středním záložníkem, schopný hlavičkář a technik, král poziční hry ve vršovickém Ďolíčku.
V československé reprezentaci odehrál dr. Jíra v letech 1947–1952 šest utkání, jednou nastoupil v reprezentačním B-mužstvu.

## Trenér
Po skončení hráčské kariéry se stal trenérem, vedl Bohemians (1963–1964) i národní mužstvo (1963–1964).

## Fotbalový funkcionář
Nakonec se začal věnovat především funkcionářské činnosti, jíž proslul zřejmě nejvíce – zastával řadu funkcí, byl členem řídícího výboru Středoevropského poháru, předsedou mezinárodní komise Výboru fotbalového svazu ÚV ČSTV, místopředsedou UEFA, předsedou technické komise FIFA a nakonec i předsedou Československé fotbalová asociace (1990–1992).
Po jeho smrti byla po něm pojmenována cena udělovaná zejména za rozvoj fotbalového hnutí, práci s mládeží a fair play.